# نبرد گوادالته
نبرد گوادالته یا شذونه یا وادی لکه، نبردی میان مهاجمان مسلمان به فرماندهی طارق بن زیاد و ویزیگوت‌های هیسپانیا به فرماندهی ردریک بر سر تسخیر هیسپانیا در سال ۹۲ هجری (۲۷ آوریل ۷۱۱ میلادی) بود. پادشاهی ویزیگوت به مرکزیت طولطوم تا زمان حملهٔ مسلمانان، بر هیسپانیا مسلط بودند. مشکلاتی که به دلیل جانشینی پادشاه وتیزا بین پسرش اژیکا و فرمانده سپاهش، ردریک رخ داد، باعث ایجاد دو دستگی شد. همچنین سخت‌گیری‌های مسیحیان به مردم نسبت به انتشار مذاهب مختلف و طبقه‌بندی اجتماعی جامعه اندلس در آن دوران از جمله عوامل سرعت بخشیدن به فتح هیسپانیا به دست مسلمانان بود.
سرانجام با توصیه کنت یولیان به والی افریقیه و مغرب، موسی بن نصیر، نیروهای مسلمان به فرماندهی طارق بن زیاد، فرمانده امویان در افریقیه، به فرمان موسی بن نصیر، بعد از گذر از تنگه جبل طارق و رسیدن به نهر گوادالته، طی جنگی ۴ روزه در سال ۷۱۱ میلادی بر دولت ۳۰۰ سالهٔ ویزیگوت پیروز شد و واپسین شاه ویزیگوت، ردریک، شکست خورد و مجبور به فرار شد اما در هنگام گریز از میدان نبرد، کشته شد. این جنگ سرآغازی برای فتوحات مسلمانان در منطقه هیسپانیا، اندلس و جنوب غربی اروپا بود و همچنین موجب شکل‌گیری دوران جدیدی برای مردم هیسپانیا شد و وضع سیاسی، اجتماعی، فرهنگی آن‌ها را تغییر داد.
در آخر موسی بن نصیر به فرمان خلیفه ولید بن عبدالملک، همراه با طارق بن زیاد به شام بازگشت و پسرش عبدالعزیز را در اندلس جانشین خود کرد.

## اوضاع هیسپانیا قبل از نبرد
اقوامی همچون سوئوها و آلان‌ها پس از غارت فرانسه به هیسپانیا مهاجرت کرده و در آن‌جا ساکن شدند. اما پس از ضعف روم ویزیگوت‌ها طبق توافقی که با امپراتور روم داشتند، بر جنوب گل و هیسپانیا مسلط شدند. آن‌ها به مرور زمان تمام اقوام ساکن در هیسپانیا را به شمال آفریقا راندند و تسلط خود را بر هیسپانیا کامل کردند. مرکز ویزیگوت‌ها، طولطوم، که یکی از مراکز مهم یهودیان در عهد رومیان بود که با پذیرش آئین مسیحیت توسط بومیان آنجا، ویزیگوت‌ها قدرت و نفوذ خود را در منطقه گسترش دادند. ویزیگوت‌ها با اینکه از قبایل ژرمن بودند و رسومات خود تبعیت می‌کردند، اما بعد از استقرار در هیسپانیا برای تحکیم پایه‌های حکومت خود، در زمینهٔ نظامی، قانون و مذهب از رومیان تبعیت کردند تا بتوانند نزدیک به ۳۰۰ سال در این منطقه تا زمان ورود مسلمانان به منطقه، حاکمیت هیسپانیا را در دست بگیرند.

## اوضاع سیاسی
در سال ۷۱۱ میلادی به دلیل وفات پادشاه، وتیزا، بین پسرش اژیکا و فرمانده سپاهش ردریک به دلیل اختلافات شخصی و رسیدن به قدرت نزاع بود که کدام یک به سلطنت برسد؛ در آخر ردریک با کمک اشراف و طبقات روحانی موفق شد رقبا خود را کنار بزند و کنترل بخش اعظمی از جنوب هیسپانیا را در اختیار بگیرد و جانشینان وتیزا به شمال هیسپانیا عقب‌نشینی بکنند، بنابراین دودستگی و جدایی بین ویزیگوت‌ها ایجاد شد و این عمل باعث شد مسلمانان راحت‌تر هیسپانیا را فتح کنند. در این کشور قوانین رومی حاکم بود و به این دلیل نجیب‌زادگان و اشراف از حقوق انسانی برخوردار بودند و با سایر مردم رفتاری متفاوت داشتند. در آن زمان قشر مذهبی جامعه (کاتولیک‌ها) که همان مردان دین بودند، انتشار هر مذهبی را حرام اعلام کرده بودند. رجال دینی تا حدی نفوذ داشتند که در کارهای حکومتی هم دخالت می‌کردند. این احتمال وجود دارد که در چنین شرایطی مردم هیسپانیا خواهان تحول و آزاد شدن از فشار بزرگان دین باشند.

## اوضاع اجتماعی
از نظر اجتماعی، جامعهٔ اندلس، جامعه‌ای طبقاتی بود که در آن گروهی اندک، بیشترین ثروت و امکانات جامعه را در اختیار داشته و بقیه به نوعی در خدمت این گروه اندک بودند.
1. طبقهٔ اول، نخبگان، امرا و شاهزادگان گوت بودند و زمین‌های حاصلخیز و دارایی‌های فراوانی داشتند. در کنار اینان، طبقهٔ با نفوذ دیگری وجود داشت که می‌توان از آن‌ها با عنوان مردان دین یاد کرد. این‌ها با استفاده از موقعیت دینی خود، نفوذ و قدرت فراوان به دست آورده بودند و ثروت فراوانی در اختیار داشتند. هماهنگی این گروه با طبقهٔ حاکم —یعنی گوت‌ها— باعث شده‌بود بر هر چیز مسلط شوند. اربابان کلیسا نیز نزد رجال حکومتی دارای جایگاه ممتازی بودند که می‌توان به قدرت و حمایت روحانیون در به قدرت رسیدن ردریک در جنگ‌های داخلی ویزیگوت‌ها اشاره کرد.[۱۳][۲۴][۲۵][۲۶][۲۷][۲۸]
2. طبقهٔ دوم، خرده‌مالکان بودند که زمین‌های اندکی داشتند و بار اقتصادی و مالیاتی جامعه بر دوش آن‌ها بود و همین فشار مالیاتی، باعث می‌شد که زمین‌های خود را به طبقهٔ دیگر واگذار کرده و خود به مرور زمان به طبقهٔ پایین‌تر تنزل پیدا کنند.[۲۴][۲۶][۲۹][۳۰][۳۱]
3. طبقهٔ سوم، مردم فرودست؛ بردگان و کشاورزان وابسته به زمین بودند که از شرایط سخت و دشواری برخوردار بودند.[۳۲][۳۳][۳۴][۳۱]

درکنار این‌ها یک طبقهٔ دیگر هم وجود داشت که اگر چه در زمرهٔ طبقات دینی به‌شمار می‌روند، اما با توجه به جایگاه اجتماعی آنان، می‌توان آنان را از طبقات اجتماعی نیز برشمرد و آن‌ها یهودیان بودند که با هیچ‌یک از این گروه‌ها اختلاط نداشتند و از طرف دیگر، کارهای اقتصادی و مالی چون گرفتن خراج و مالیات بر عهدهٔ آن‌ها بود. اینان درآمد بسیاری از راه رباخواری کسب کرده و به همین دلیل و نیز به خاطر مسائل دینی، مورد نفرت ساکنان کاتولیک هیسپانیا و تحت فشار آن‌ها بودند.

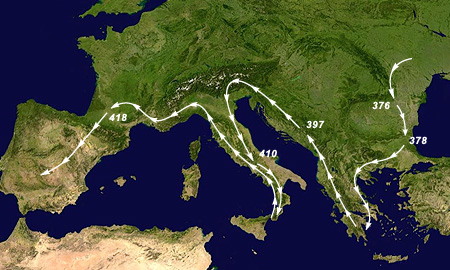
نقشه کوچ ویزیگوت‌ها

### وضعیت دینی
1. مسیحیت: هیسپانیا تحت فرمانروایی ویزیگوت‌ها به سر می‌برد و شرایطی آشفته داشت و از وحدت واقعی برخوردار نبود زیرا در آن زمان ویزیگوت‌ها تابع مسیحیت آریانی[۳۷][۳۸][۳۹] بودند در حالی‌که اکثر بومیان کاتولیک بودند. با این حال در سال ۵۸۹ میلادی تغییرات عمده‌ای رخ داد و شاهان ویزیگوت کاتولیک شدند که این مسئله به تأسیس حکومتی واحد در هیسپانیا و جنوب گل کمک کرد.[۴۰] بدین ترتیب روحانیون کاتولیک به تدریج بر قدرت خود افزودند.[۱۳][۲۴][۴۱][۴۲][۴۳]
2. یهودیت: یهودیان، اقلیتی دینی در این ناحیه بودند که از جایگاه مطلوبی برخودار نبوده و از جانب مسیحیان تحت فشار قرار داشتند.[۳۵][۴۴][۴۵][۳۱]

در چنین وضعیتی، هیسپانیای مسیحی، با مسلمانان روبه‌رو شد؛ مسلمانانی که با نیروی فراوان از بربرهای تازه‌مسلمان، در طنجه اردو زده و به آن سوی تنگه چشم دوخته بودند.
از دیگر مشکلات ویزیگوت‌ها می‌توان به قدرت زیاد روحانیون کاتولیک، نافرمانی واسال‌ها از دستورهای شاه، رکود اقتصادی و شورش یهودیان اشاره کرد اما مهم‌ترین دلیل سقوط دولت ویزیگوت‌ها، همان مسئله جانشینی است.
در شرق پس از این‌که امویان حکومت خود را در سرزمین‌های عربی مستحکم کردند، به گسترش نفوذ جغرافیایی خود پرداختند. یکی از اهداف اصلی آن‌ها مناطق شمال آفریقا و کوتاه کردن دست امپراطوری بیزانس از بنادر آن منطقه بود.

## وضعیت امویان
امویان در سال ۶۷۰ میلادی شهر قیروان امروزی را به عنوان یک پایگاه نظامی بنا کردند. کمی بعد، این شهر به صورت مرکز اصلی نیروی دریایی مسلمانان در مدیترانه درآمد. بین سال‌های ۶۹۷–۷۰۵ میلادی، مسلمانان قسمت‌های شمالی آفریقا را فتح کردند و بسیاری از قبایل آن نواحی -مانند بربرها- به دین اسلام گرویدند. بربرها به ارتش مسلمین پیوستند و قدرت آن را افزایش دادند.
در کنار شهر طنجه، شهری بود به نام سبته که هنوز به دست مسلمانان فتح نشده‌بود و حاکم آن فردی بود به نام کنت یولیان که نقش مهمی در حرکت مسلمانان به سوی اندلس داشت. یولیان که از دوستان حاکم پیشین هیسپانیا بود، برای انتقام‌گیری از ردریک یا برای منصرف کردن مسلمانان از قلمرو خود، سبته، تلاش کرد تا مسلمانان را متوجه آن سوی تنگه کند. وی ضمن تحریک مسلمانان برای فتح اندلس، اطلاعات و امکانات خود را نیز در اختیار آن‌ها قرار داد و نیز با وعدهٔ یاری مسلمانان تعهد کرد تا آنان را با کشتی‌های خود از تنگه عبور دهد. به دنبال این ارتباط، ابتدا یک گروه پانصد نفری از مسلمانان به فرماندهی فردی به نام ابو زرعه مالک بن طریف به منظور کسب خبر و گردآوری اطلاعات لازم، وارد اندلس شد. این گروه با گردآوری اطلاعات و گرفتن غنایم چشمگیر بازگشتند. موفقیت این گروه اندک، مسلمانان را به فتح شبه جزیرهٔ ایبری امیدوار کرد و آنان برای ورود به اندلس مصمم شده و به تجهیز قوا و برنامه‌ریزی برای این کار پرداختند.

### موسی بن نصیر
از آغاز زندگی وی اطلاعاتی اندکی وجود دارد اما وی در اوایل جوانی به برخی از مناصب سپاهی و اداری رسید و قبل از رسیدن به امارت افریقیه، در چند حمله دریایی به قبرس و جزایر نزدیک آن شرکت کرده‌است. وی در زمان عبدالملک بن مروان، که بردار خود را بشر بن مروان امیر بصره کرده بود، به عنوان همکار بشر به بصره رفت اما بعد از آمدن حجاج بن یوسف به عراق، به جرم اختلاس متهم شد اما با شفاعت عبدالعزیز بن مروان از مرگ راهی یافت و به همراه وی عازم مصر گردید و پس از مدتی در سال ۸۶ تا ۸۹ هجری به حکومت افریقیه رسید.
موسی در اولین اقدام پس از استقرار، شورش‌های بربرها را که قد علم کرده بودند، سرکوب کرد و تمامی قبایل بربر مثل هواره، زنانه، کنامه و منهاجه و … را تابع خود نمود و سپس عازم مغرب شد و تا طنجه که آخرین پناهگاه شورشیان حمله کرد و آنجا را فتح کرد و طارق بن زیاد به عنوان امیر آن امارت منصوب کرد. بعد از آن که به صحاری مغرب الاقصی لشکرکشی کرد و تمامی توطئه‌گران را سرکوب کرد و غنائم زیادی را کسب کرد.
بعداز پایان نبرد و جنگ‌ها، وی مبادرت به نشر اسلام در میان قبایل بربر پرداخت و توانست خیل عظیمی از بربرها را سمت اسلام سوق دهد. وی برای مقابله با حملات احتمالی رومیان، کارخانه کشتی‌سازی در نزدیکی قرطاجنه تأسیس کرد تا نیروی دریایی برای ادامه فتوحات در اختیار داشته باشد و حتی پسر خود، عبدالله را برای فتح جزایر اطراف فرستاد و پسرش توانست متصرفاتی از سرزمین گوت‌ها بدست آورد، هرچند که این فتوحات پسر موسی، پایدار نبودند. تا سرانجام با فرستاده شدن نامه‌ای از طرف کنت یولیان مبنی بر همکاری با نیروهای مسلمان برای فتح هیسپانیا به وی رسید. موسی پس از مشورت و نامه نگاری با با خلیفه در دمشق، مجوز حمله به ویزیگوت‌ها را از خلیفه کسب کرد. بنابراین نایب حکومت خود، طارق بن زیاد را به همراه کنت یولیان عازم هیسپانیا کرد.

### طارق بن زیاد
طارق بن زیاد در تاریخ و افسانه‌های اسپانیایی به نام طارق یک چشم شناخته می‌شود. وی، فرمانده ارتش اموی در شمال آفریقا و والی شهر طنجه و اطراف آن بود که در غزوات مغرب مهارت و شجاعت بسیاری از خود نشان داده بود. در ابتدا، طارق جانشین موسی بن نصیر، والی خلیفه اموی، در شمال آفریقا بود و به فرمان او عازم شبه جزیره ایبریا شد، تا اولین کوشش خود را برای فتح این منطقه انجام دهد. عده‌ای ادعا می‌کنند که او به وسیله ویزگوت‌ها برای مداخله در جنگ‌های داخلی آن‌ها دعوت شد (به واسطه اختلاف بین یولیان، حاکم سبته، و ردریک). در ماه رجب سال ۹۲ هجری (آوریل سال ۷۱۱ میلادی) موسی بن نصیر، لشکری را که متشکل از ۷ هزار تن عرب و بربر بود، به سرداری طارق بن زیاد، به سمت هیسپانیا روانه کرد.

### عبور از تنگه طارق و استقرار در آن‌جا
در سال ۷۱۱، سپاهیان طارق به کمک کشتی‌های یولیان از آب عبور کردند و در جبل طارق پیاده شدند. این کوه تا قبل از آن به نام ستون‌های هرکول نامیده می‌شد و پس از آن به نام جبل الطارق معروف شد. به‌گفته بعضی از منابع، پس از پیاده شدن نیروها، طارق دستور داد کشتی‌ها را آتش بزنند تا بدین‌گونه راه بازگشتی برای آن‌ها نباشد.
مسلمانان در این منطقه، پایگاهی برای سپاهیان و لنگرگاهی برای ارتباط با ساحل مغرب ساختند و دیواری به دور آن کشیدند که به سور العرب مشهور شد. لشکر مسلمانان از این نقطه به سیطره بر ساحل ممتد تا دورترین نقطهٔ جنوبی شبه‌جزیره ایبریا در بندری که امروزه جزیره خضراء نامیده می‌شود، پرداخت.
ردریک با وجود اشتغال به سرکوب شورش‌هایی در بنبلونه، به محض اطلاع از ورود طارق، بی‌درنگ لشکری به فرماندهی خواهرزاده‌اش، بنج، عازم دفع طارق کرد، اما وی در نبرد با مسلمانان شکست خورد و کشته شد.

## شرح نبرد
ای مردم! راه فرار از کدام سو است؟ دریا در پشت سر شما است و دشمن پیش رویتان؛ و خداوند شاهد است که چیزی جز راستی و صبر در دستان شما نیست …

عنان، تاریخ دولت اسلامی در اندلس، ۴۳.
طارق در روز ۲۷ آوریل سال ۷۱۱ میلادی به جزیرهٔ الخضرا، که در دست تئودومیر، عامل ردریک بود حمله کرد. ردریک به همراه اشراف و اسقفان و هر یک از اتباع آن‌ها، سپاهی بسیار بزرگ را آماده کرد تا با طارق وارد جنگ شود. تعداد این سپاهیان را ۹۰ هزار تا ۱۰۰ هزار نفر گفته‌اند. طارق که متوجه تعداد زیاد سپاهیان ردریک شد به موسی بن نصیر نامه نوشت و از او درخواست کمک کرد. موسی ۵ هزار نفر دیگر را نیز به کمک او فرستاد. در این حال تعداد سپاهیان طارق به ۱۲ هزار نفر می‌رسید. ویزیگوت‌ها چند برابر مسلمانان بودند و مسلمانان در سرزمین دشمن و در مکانی که کوه‌ها و دشت‌های صعب‌العبور وجود داشتند، می‌جنگیدند. عده‌ای روایت می‌کنند که این نبرد در کرانه نهر گوادالته که در خلیج قادس در نزدیکی شهر شریش است، اتفاق افتاد، یعنی در شمال شهر شذونه. و عده‌ای دیگر معتقدند که این نبرد در جنوب دریاچه کوچک خنده که با رود بارباته می‌پیوندد و در نزدیکی رأس طرف الغار به اقیانوس می‌ریزد، اتفاق افتاده‌است، یعنی در محل بکه یا لکه و این نظر در تحقیقات جدید ترجیح داده شده‌است. در جنوب این منطقه سلسله تپه‌های مرتفع وجود داشت و در ساحل دریاچه خنده و نهر بارباته در ۲۸ رمضان سال ۹۲ هجری
(۱۷ ژوئیه ۷۱۱ میلادی) که مسلمانان و مسیحیان به جنگ با یکدیگر رفتند. وجود این نهر در بین این دو لشکر باعث شده‌بود که آن‌ها سه روز از هم دور باشند و تنها نبردهایی ساده بین طرفین درگیر اتفاق افتد، گفته شده‌است در این زمان که طارق متوجه رنجش لشکریانش شده‌بود، آنان را به تحمل و شکیبایی و شهادت دعوت کرد و سخنرانی حماسی بین آن‌ها داشت. صحت این سخنرانی مشخص نیست زیرا بیشتر مورخان اسلامی بخصوص متقدمین به آن اشاره‌ای نداشتند و سبک ادیبانه‌ای که این سخنرانی دارد، موجب تردید مورخان شده‌است.
در روز چهارم دو لشکر حملهٔ اصلی خود را آغاز کردند. این جنگ بین لشکر انبوه مسیحیان و سپاهیان اندک مسلمانان چهار روز ادامه داشت. ضعف سپاهیان ردریک و کینه‌ای که سرداران و همپیمانانش به او داشتند، نقطهٔ ضعف او بود. سپاهیان اسلام هرچند تعداد کمتری داشتند، اما متحد و ثابت بودند و نفاقی در بین آن‌ها نبود. نبود نظم، پایمردی و سلحشوری، عاقبت باعث شکست ردریک شد. در روز هفتم، سپاهیان او هزار هزار دست به فرار زدند و طارق در این نبرد پیروز شد. ردریک آخرین پادشاه گوت پس از شکستش فرار کرد و کسی او را پیدا نکرد. روایات بسیاری در رابطه با مرگ او هست. برخی از روایات می‌گویند که پس از شکست فرار کرده و کشته شده‌است؛ یا به یکی از دیرهای پرتغال فرار کرد و در آن‌جا رهبانیت اختیار کرد و تا مدتی بدون این‌که کسی او را بشناسد زندگی کرده‌است. مورخی دیگر می‌گوید طارق، پیکر ردریک را یافت سرش را برید و آن را برای موسی بن نصیر فرستاد. موسی هم آن را برای خلیفه هدیه فرستاد. نظری دیگر این است که تا آخرین نفس در میدان نبرد جنگید و از مردم و تخت شاهی دفاع کرد تا این‌که کشته شد؛ و در آخر گفته‌اند که او پس از شکستش سوار بر اسب شد و فرار کرد اما در آب رودخانه غرق شد، مسلمانان این روایت را صادق می‌دانند.
هر چند در این پیروزی، مسلمانان نیز تعداد زیادی از نیروهای خود را از دست دادند و برخی از آن‌ها به اسارت رفتند، اما روحیهٔ آنان بسیار تقویت شد و نقاط ضعف در نیروهای گوت را شناختند، بنابراین طارق با وجود تلفات و زخمی‌های فراوان، روند فتوحات را ادامه داد. او می‌دانست در نبرد مهمی پیروز شده‌است، اما هنوز بخش اعظمی از مناطق در دست ویزیگوت‌ها بود که بعد از عقب‌نشینی به طولطوم، به تجدید نیرو پرداختند تا نبرد با مسلمانان را از سر بگیرند. طارق با توصیه کنت یولیان، نیروهای خود را به گروه‌ها و دسته‌های کوچکتری تقسیم کرد تا آن‌ها را عازم فتح شهرها و مناطق دیگر شبه‌جزیره کند و خود نیز با بخش زیادی از لشکر خود عازم طولطوم، پایتخت ویزیگوت‌ها، شد.
نبرد شذونه، پایان دولت ۳۰۰ ساله ویزیگوت‌ها بود با این حال مقاومت‌های محلی و منطقه‌ای زیادی شکل گرفت که ابتدا تأثیری بر روند فتوحات مسلمانان نداشت. بزرگترین غنیمت جنگی برای مسلمانان فتح هیسپانیا بود. پس از این حمله و فرار ویزیگوت‌ها به دژها و کوه‌ها، مسلمانان تصمیم بر حملهٔ دوباره به باقی لشکر ویزیگوت گرفتند، بقایای این لشکر در استجه جمع شده‌بود، به این امید که بتوانند لشکر فاتح را به عقب برانند جنگی بین آن‌ها درگرفت که در نهایت ویزیگوت‌ها را نابود کرد و مسلمانان، دژها و شهرها را یکی پس از دیگری، تصرف کردند.

### افسانه‌های نبرد
از میان افسانه‌هایی که مربوط به این جنگ است، مهم‌ترین آن‌ها در مورد کنت یولیان است. او کسی بود که برای انتقام تجاوز به دخترش به نام فلوریدا(Cava Rumía اخیر یا Doña Cava) توسط ردریک در زمانی که در مدرسهٔ قصر بود، کشتی‌های مورد نیاز برای آغاز جنگ طارق با ردریک را برای او فراهم کرد. البته منابع اعراب علیه جزیره بالئاری نشان می‌دهد که دختر کنت یولیان و این ماجرا به‌طور کلی نادیده گرفته‌شده‌است و اعراب پیش از این هم نیروی دریایی در مدیترانه غربی داشتند که برای جنگ کفایت می‌کرد. کنت یولیان در تاریخ اعراب به عنوان یک کاتولیک بربر به نام اوربان (در وقایع ۷۵۴) شناخته شده‌است. این اوربان، موسی بن نصیر را در سراسر تنگه همراهی کرد. اوربان شاید یولیان افسانه باشد، اما به احتمال زیاد یولیان افسانهٔ اوربان است. براساس یک تفسیر دیگر در رابطه با همین افسانه یولیان یک فرماندار در بیزانس از سئوتا بود که در سال ۷۱۰ برای حمله به سواحل جنوبی ایبریا به طارق ملحق شد. شخصی دیگر به نام گلیک گفته‌است طارق تهاجمی بوده که ریشه یابی آن به تاریفا یا جولیا (ترادوکتای قدیمی) می‌رسد که یولیان احتمالاً کنت گوتیک آن بوده‌است و پس از حمله طارق این شهر تاریفا خوانده شده‌است.
افسانهٔ بعدی مربوط می‌شود به پسران وتیزا که اهمیت بسیاری در منابع مسیحی اخیر پیدا کرده‌اند و غیرتاریخی نیز هستند. وتیزا که توسط وقایع ۷۵۴ تمجید شده‌است، پس از کارهای بسیار و البته وقایع موئیزاک (مجموعه تلفیقی ناشناس که در رابطه با آدم است و در کلیسای موئیزاک کشف شد) در حدود ۸۱۸ بدنام شده‌است. شدت این اتهامات بسته به زمان راوی است؛ مثلاً یکی از مورخان قرن ۱۹ به نام لوکاس، وتیزا را یک هیولا تجسم کرده و نشان داده، در حالی‌که رودریگو جیمنز د رادا، وتیزا را به عنوان کسی که سلطنتش را با امید آغاز کرده‌است و در طول زمان به یک هیولا تبدیل شده نشان می‌دهد. راهب سیلیس در حدود سال ۱۱۱۵ نوشته‌است که پسران وتیزا از سمت ردریک به سمت ژولین فرار کرده و با او متحد شدند.
داستانی دیگر در رابطه با وارد شدن ردریک به میدان جنگ به روی ارابه‌ای که توسط ۸ قاطر سفید کشیده می‌شد، اشاره کرده‌است. در رابطه با فتح نیز افسانه‌هایی است که گفته‌شده محفظهٔ مهر و موم شده در طولطوم (la maison fermée de Tolède) و قالی سلیمان نیز در تولدو کشف شده‌است. همچنین ادعا شده که صندل طلایی ردریک نیز از نهر گوادالته گرفته شده‌است. در این رابطه، هنری کوپه نویسنده تاریخ نظامی آمریکا در قرن ۱۹ تاریخی از فتح نوشته که با افسانه‌های بسیاری همراه است.

## نتایج فتح هیسپانیا
رکبنا سفینا بالمجاز قصیرا
عسی ان یکون الله منا قد اشتری
نفوسا و اموالا و اهلا بجنه
اذا ما اشتهینا الشیء فیها تیسرا
و لسنانبالی کیف سالت نفوسنا
اذا نحن ادرکنا الذی کان اجدرا

عنان، تاریخ دولت اسلامی در اندلس، ۴۴.
فتح هیسپانیا برای مردم این سرزمین دوران جدیدی را به وجود آورد و وضع فرهنگی، اجتماعی و سیاسی آن‌ها را تغییر داد. حکومت اسلام اختلاف طبقاتی رومی را برداشت و امتیازاتی که نجبا و طبقات بالا داشتند را لغو کرد؛ و به‌طور یکسان برای آن‌ها جزیه یا مالیاتی وضع کرد. مردم می‌توانستند در آیین خود باقی بمانند و بر اموال خود مالکیت داشته باشند. زمین‌های کشاورزی را به شکل جدیدی تقسیم کرد که این عمل باعث تغییرات اساسی در کشاورزی شد؛ و وضع بردگان زمین را تغییر داد. گفته‌شده‌است که طبقات پایین را، صاحب زمین و مالک آن کرد و استقلال و آزادی زمینشان را تأمین کرد. فاتحان عرب اجازهٔ تصرف، خرید و فروش زمین‌ها را به صاحبان آن‌ها دادند.
اما زمین‌های کشاورزی اشراف و مناطقی که در جنگ به تصرف اعراب درآمده بود، پس از تعیین خمس آن بین فرماندهان سپاه و سربازان عرب تقسیم شد. ولایت‌های جنوبی که اندلس خوانده می‌شد، به قبائل عرب داده شد. به بردگان زمین، مزارع اجاره‌ای داده می‌شد یا مقداری از محصول زمین که از یک سوم تا دو پنجم بود را به آن‌ها می‌دادند. این اصلاحات باعث شد مالکیت‌های بزرگ از بین برود و وضع بردگان را بهبود بخشید، زیرا هر برده‌ای که اسلام می‌آورد، آزاد می‌شد.
در اکثر مواقع حاکم شهر از بین خود مردم انتخاب می‌شد و داوری بین پیروان مسیح و یهود به عهده خود آنان بود و مسلمانان در آن دخالتی نداشتند. کسانی که اسلام را قبول می‌کردند نیاز به پرداخت جزیه نداشتند؛ این کار به خود دولت عربی صدمه می‌زد چون با اسلام آوردن آنان خزانه دولت خالی می‌ماند بنابراین طبق سیاست امویان، درصدد حفظ مردمان در کیش خود بودند. فتح اسلام برای مردم هیسپانیا انقلاب اجتماعی بزرگی بود و دوران جدیدی برای آن‌ها آغاز شد.
موسی بن نصیر با وصول خبر فتوحات خیره‌کنندهٔ طارق، خود روانهٔ اندلس شد. او در سال ۷۱۲ میلادی به همراه ۱۸۰۰۰ هزار سپاه عرب، وارد اندلس شد و با انتخاب مسیری غیر از مسیر طارق و تصرف شهرهای فتح نشده مانند قرمونه، اشبیلیه و مارده، به سوی طولطوم رفت و در آن‌جا با طارق بن زیاد که به استقبال او آمده‌بود، دیدار کرد و با یکدیگر فتوحات را ادامه دادند، تا به کوه‌های پیرنه در جنوب فرانسه رسیدند که در این زمان، فرمان خلیفهٔ وقت، ولید بن عبدالملک مبنی بر توقف فتوحات و بازگشت به مرکز خلافت را دریافت کردند و در اواخر سال ۷۱۴ میلادی، موسی بن نصیر به همراه طارق بن زیاد و در حالی‌که غنائم و ثروت فراوانی با خود داشت، به سمت شام، مرکز خلافت حرکت کرد. او پسرش عبدالعزیز را در اندلس، و پسر دیگرش به نام عبدالله را در مغرب، جانشین خود کرد و به دمشق بازگشت.